# Morschen
Morschen es un municipio situado en el distrito de Schwalm-Eder, en el estado federado de Hesse (Alemania). Su población estimada a finales de 2016 era de 3294 habitantes.
Se encuentra ubicado en la zona centro-norte del estado, entre los ríos Fulda y Eder.

## División municipal
El municipio está formado por 7 distritos que pertenecían al disuelto Landkreis Melsungen antes del 1 de enero de 1974.
| Distrito    | Incorporación           | Población |
| ----------- | ----------------------- | --------- |
| Altmorschen | 1 de julio de 1971      | 1.430     |
| Binsförth   | 1 de abril de 1972      | 262       |
| Eubach      | 1 de julio de 1971      | 161       |
| Heina       | 1 de enero de 1974      | 224       |
| Konnefeld   | 1 de enero de 1974      | 370       |
| Neumorschen | 1 de enero de 1974      | 694       |
| Wichte      | 31 de diciembre de 1971 | 245       |

## Cultura y lugares de interés
Todo el municipio de Morschen cuenta con una amplia gama de lugares de interés histórico y cultural. Destacan el monasterio de Haydau, la histórica calle del mercado de Neumorschen, la casa solariega barroca tardía "Altes Forstamt" y el cementerio judío de Binsförth. El museo del cuerpo de bomberos de Altmorschen y el museo de historia local de Wichte ofrecen información sobre la historia regional. Los archivos locales y el monasterio de Haydau también cuentan con exposiciones sobre la historia local.

## Personalidades

### Conectado con Morschen
- Johann Sutel (c. 1504-1575), teólogo y reformador protestante, nacido en Morschen.
- August Heinzerling (1899-1989), inventor del Rührfix, vivió en Morschen[3]
- Eugen Mahler (1927-2019), artista y profesor en la Universidad de Kassel de psicoanálisis y dinámica de grupos, vivió en Morschen[4]
- Anna-Sophie Mahler (* 1979), director
- Nils Seethaler (* 1981), antropólogo cultural

### Ciudadano de honor
- 1981: Waltari Bergmann (1918-2000), rector
- 1998: Gottfried Kiesow (1931-2011), conservador de monumentos alemán
- 2001: Ludwig Georg Braun (* 1943), empresario alemán